# Stazione di Noda (Hanshin)
La stazione di Noda (野田駅?, Noda-eki) è una stazione ferroviaria di Ōsaka, e si trova nel distretto di Fukushima-ku. La stazione è nelle immediate vicinanze delle stazioni di Nodahanshin e Ebie, dove è possibile interscambiare rispettivamente con la linea Sennichimae della metropolitana di Osaka e con la linea JR Tōzai.

## Linee
Ferrovie Hanshin
■ Linea principale Hanshin

## Struttura
La stazione è realizzata su viadotto e dispone di due marciapiedi a isola con quattro binari passanti.
| 1-2 | ■ Linea principale Hanshin | per Umeda                                 |
| 3-4 | ■ Linea principale Hanshin | per Amagasaki, Sannomiya, Akashi e Himeji |

## Stazioni adiacenti
| «                                                 | Servizio                   | »                        |
| Linea principale Hanshin                          | Linea principale Hanshin   | Linea principale Hanshin |
| ------------------------------------------------- | -------------------------- | ------------------------ |
| Fukushima                                         | Locale                     | Yodogawa                 |
| Fukushima                                         | Semiespresso               | Chibune                  |
| Umeda                                             | Espresso                   | Amagasaki                |
| Umeda                                             | Espresso limitato mattina1 | Kōshien                  |
| L'Esp. limitato e l'Esp. lim. diretto non fermano |                            |                          |

- 1: Solo in direzione Umeda